# Dan Mateescu
Dan Mateescu (n. 15 noiembrie 1911, Călărași, d. 15 aprilie 2008) a fost un inginer român, membru titular al Academiei Române și fost președinte al filialei Timișoara. Decan al Facultății de Construcții, timp de 15 ani (1961-1976).
A absolvit în 1929 liceul "Știrbei Voda" din Călărași, iar în 1934 Școala Politehnică de la Berlin - Charlottenburg.
Lucrează ca inginer constructor la uzinele din Reșita. În perioada 1935-1948, introduce în România noi metode de proiectare a structurilor pentru podurile metalice, învățate în Germania. Aceste noi metode au fost introduse într-o serie de poduri de cale ferată, construite pe apele Someș, Jiu, Siret. Pe lângă poduri metalice, inginerul Mateescu colaborează la proiectarea Uzinelor "Malaxa", hangare de avioane la Băneasa, Brașov și Cluj, hale metalice industriale pentru uzina din Bocșa și Reșita, precum și Palatul "C.F.R." din București. Ocupă în timp diverse funcții de conducere: șeful atelierului de proiectare de la "UCM Reșița", șeful Fabricii de poduri și construcții metalice de la "UCM Reșița" și Bocșa.
În anul 1944 este numit profesor suplinitor la Facultatea de Construcții din cadrul Școlii Politehnice de la Timișoara. În anul 1948 devine profesor titular la disciplina de construcții metalice, pe care o va preda până în 1981 când s-a pensionat. Prima preocupare în momentul transferării la Institutul Politehnic din Timișoara a fost crearea, în 1950, a Laboratorului de Construcții Metalice.
Pe parcursul anilor, profesorul Mateescu a predat mai multe discipline: Poduri metalice, Construcții din lemn, beton și oțel, Rezistența materialelor, Calculul structurilor metalice în domeniul plastic, Calculul și tehnologia construcțiilor metalice sudate. A sprijinit Facultatea de Construcții de la Cluj la înființarea acesteia, prin predarea cursului de Construcții Metalice timp de doi ani.
Preocupat permanent de formarea profesională, a redactat și publicat 18 tratate și cursuri universitare la edituri de prestigiu din țară și străinătate.
Primeste titlul Doctor Honoris Causa al Universității Tehnice de Construcții București și al Universității Politehnica Timișoara.
Academicianul și profesorul Dan Mateescu s-a stins din viață pe 15 aprilie 2008, la vârsta de 97 de ani.